# 𝼂
Cette page contient des caractères spéciaux ou non latins. S’ils s’affichent mal (▯, ?, etc.), consultez la page d’aide Unicode.
𝼂 (uniquement en minuscule), appelé petite capitale g culbuté, est une lettre additionnelle de l’écriture latine qui est utilisée dans les extensions de alphabet phonétique international pour représenter une consonne pharyngale supérieure.

## Représentations informatiques
La petite capitale g culbuté peut être représenté avec les caractères Unicode (Latin étendu-G) suivants :
| formes    | représentations | chaînes de caractères | points de code | descriptions                                      |
| --------- | --------------- | --------------------- | -------------- | ------------------------------------------------- |
| minuscule | 𝼂               | 𝼂                     | U+1DF02        | lettre minuscule latine petite capitale g culbuté |